# الفراغ خارج الخلية
يشير الفضاء (الفراغ) خارج الخلية (بالانجليزية: Extracellular space) إلى جزء من كائن حي متعدد الخلايا خارج الخلايا، وعادة ما يكون خارج أغشية البلازما، ومليء بسائل.
يتضمن تكوين الفضاء خارج الخلية المستقلبات والأيونات، والبروتينات، والعديد من المواد الأخرى التي قد تؤثر على الوظيفة الخلوية، على سبيل المثال «تقفز» الناقلات العصبية من خلية إلى أخرى لتسهيل انتقال التيار الكهربائي في الجهاز العصبي، تعمل الهرمونات أيضًا عن طريق انتقال الفضاء خارج الخلية نحو مستقبلات الخلية.
في بيولوجيا الخلية (علم الأحياء الخلوي) والبيولوجيا الجزيئية والمجالات ذات الصلة، تعني كلمة خارج الخلية (أو في بعض الأحيان الفضاء خارج الخلية) «خارج الخلية» عادة ما يؤخذ هذا الفضاء ليكون خارج أغشية البلازما، ويشغلها السائل (انظر المصفوفة خارج الخلية) يستخدم المصطلح على عكس داخل الخلايا (داخل الخلية).
وفقًا لـعلم الوجود الجيني (الانجلزية: Gene Ontology) يعد الفضاء خارج الخلية مكونًا خلويًا يُعرَّف بأنه: «هذا الجزء من كائن متعدد الخلايا خارج الخلايا، وعادة ما يكون خارج أغشية البلازما، ويشغله السائل، بالنسبة للكائنات متعددة الخلايا، يشير الفضاء خارج الخلية  لكل شيء خارج الخلية ولكن لا يزال داخل الكائن الحي (باستثناء المصفوفة خارج الخلية) وبالتالي يمكن شرح المنتجات الجينية من كائن متعدد الخلايا الذي يتم إفرازه من خلية إلى السائل الخلالي أو الدم بهذا المصطلح».
يتضمن تكوين الفراغ خارج الخلية المستقلبات والأيونات والبروتينات المختلفة والمواد غير البروتينية (مثل الحمض النووي DNA والحمض النووي الريبوزي RNA والدهون والميكروبات وما إلى ذلك) وجزيئات مثل الحويصلات خارج الخلية التي قد تؤثر على الوظيفة الخلوية، على سبيل المثال تعمل الهرمونات وعوامل النمو والسيتوكين والكيموكين عن طريق الانتقال في الفراغ خارج الخلية نحو المستقبلات الكيميائية الحيوية على الخلايا. البروتينات الأخرى التي تنشط خارج الخلية هي إنزيمات مختلفة، بما في ذلك الانزيمات الهاضمة (التربسين، البيبسين). البروتينات خارج الخلية (مصفوفة البروتينات المعدنية ADAMTSs ،Cathepsins) والإنزيمات المضادة للأكسدة. (extracellular superoxide dismutase).  في كثير من الأحيان، يتم تخزين البروتينات الموجودة في الفراغ خارج الخلي. في خارج الخلايا عن طريق الارتباط بمكونات مصفوفة مختلفة خارج الخلية (Collagens كولاجين، Proteoglycans، إلخ). بالإضافة إلى ذلك، المنتجات المحللة للبروتين المصفوفة خارج الخلية موجودة أيضًا في الفضاء خارج الخلية، خاصة في الأنسجة التي تخضع لإعادة التشكيل.